# Семамун
Семамун (д/н — бл. 1295) — цар держави Мукурри-Нобатії в 1286—1287, 1288—1289 і 1290—1295 роках. Вів запеклі війни проти Мамлюцького султанату.

## Життєпис
Про батьків обмаль відомостей. Прийшов до влади у 1286 році, поваливши царя-мусульманина Барака. Потім розпочав політику з відновлення самостійності від Мамлюцького султанату, війська якої були відволічені на війну з державами хрестоносців у Сирії та проти монголів.
У 1287 року Семамун завдав поразки державі Аль-Абваб, союзникові мамлюків. Цей випадок султан Калаун використав для початку війни проти Мукурри. Уздовж Нілу рухалися 2 армії мамлюків. З однією з них на чолі із еміром Ізз ад-Діном цар вирішив битися біля столиці Донгола. Проте зазнав поразки й вимушений був тікати на південь. Ізз ад-Дін посадив на трон Мукурри сина сестри Семамуна (ім'я невідоме).
1288 року після повернення мамлюків до Єгипту атакував Донголу, поваливши небіжа. У листопаді 1289 року мамлюки знову завдали поразки Семамуну, який вдруге втік до Аль-Абвабу. Мамлюки захопили царські регалії та скарбницю. Цього разу також зроблено царем іншого родича Семамуна — Ані. Разом з тим в Донголі було розміщено мамлюцьку залогу.
У 1290 році після того, як мамлюки повернулися до Каїру, Семамун атакував Донголу, повалив родича та стратив його. В цей час султан Халіль аль-Ашраф почав облогу Акри. Тому Семамуна залишили у спокої, але розмір данини Єгипту було збільшено. 
1292 року вступив у конфлікт з Адуром ,царем Аль-Абваба, який сплюндрував значну частину Мукурри. На це Семамун поскаржився до султана, але марно. Помер він близько 1295 року. Спадкував Семамуну небіж або син Амай (Аяй).